# Trixacarus caviae
Trixacarus caviae ist eine parasitisch in der Haut von Meerschweinchen lebende Milbenart. Sie ernährt sich von Lymphe und Gewebsflüssigkeit ihres Wirts und verursacht die Meerschweinchenräude. Vorübergehend kann die Milbe auch die Haut von Menschen besiedeln und eine Pseudokrätze auslösen.

## Merkmale
Weibchen sind 190 × 145 µm, Männchen 135 × 100 µm groß. Wie bei allen Vertretern der Gattung Trixacarus sind Haftstiele nur an den ersten beiden Beinpaaren ausgebildet. Der Anus liegt dorsal, die Genitalpapille der Weibchen ist lang und schmal.